# Allomerus decemarticulatus
Allomerus decemarticulatus är en myrart som beskrevs av Mayr 1878. Allomerus decemarticulatus ingår i släktet Allomerus och familjen myror.

## Underarter
Arten delas in i följande underarter:
- A. d. decemarticulatus
- A. d. novemarticulatus
- A. d. septemarticulatus

## Bildgalleri

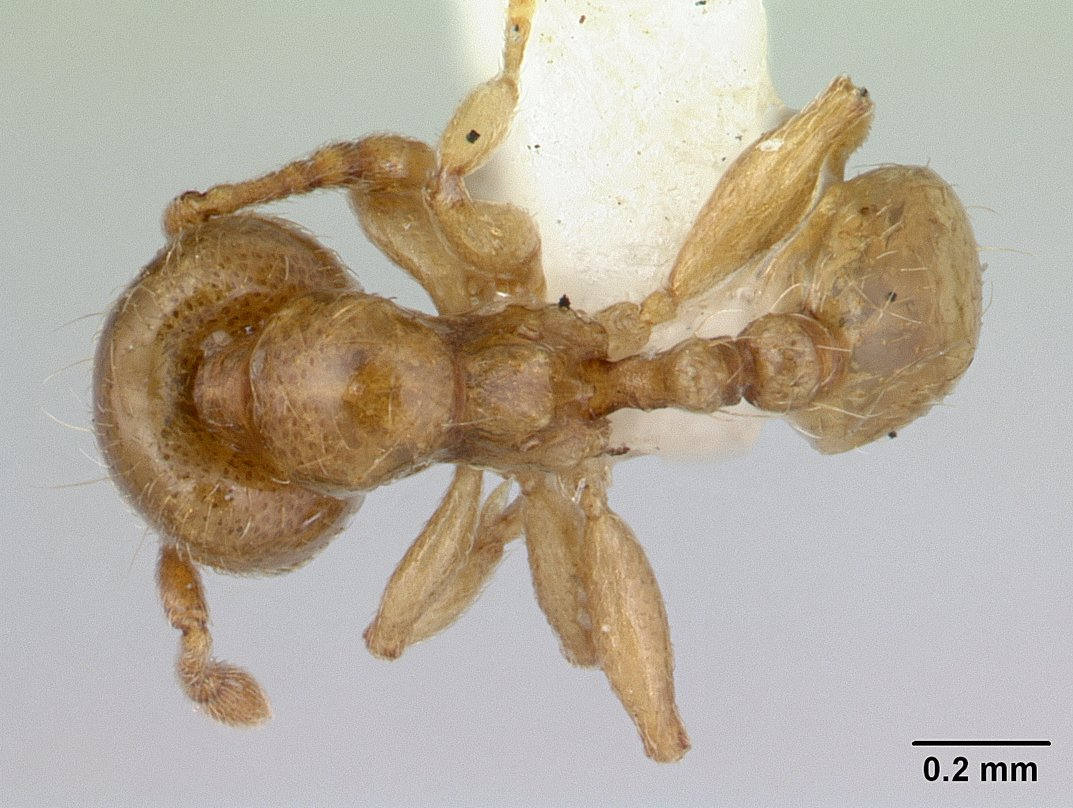
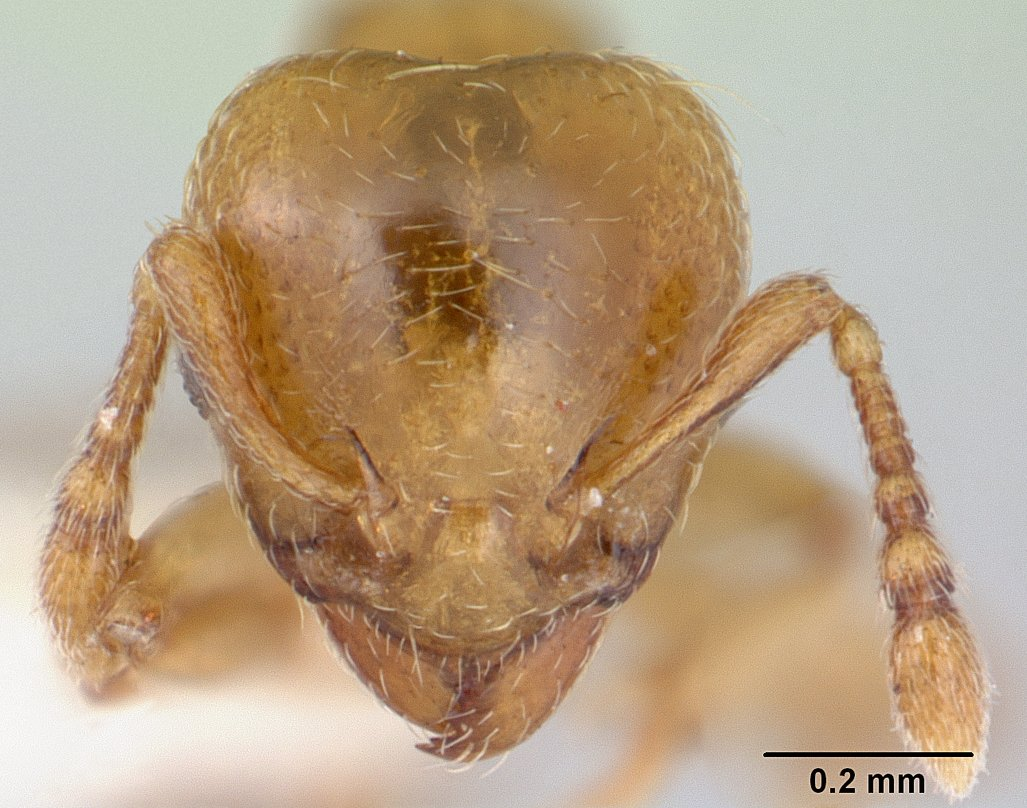
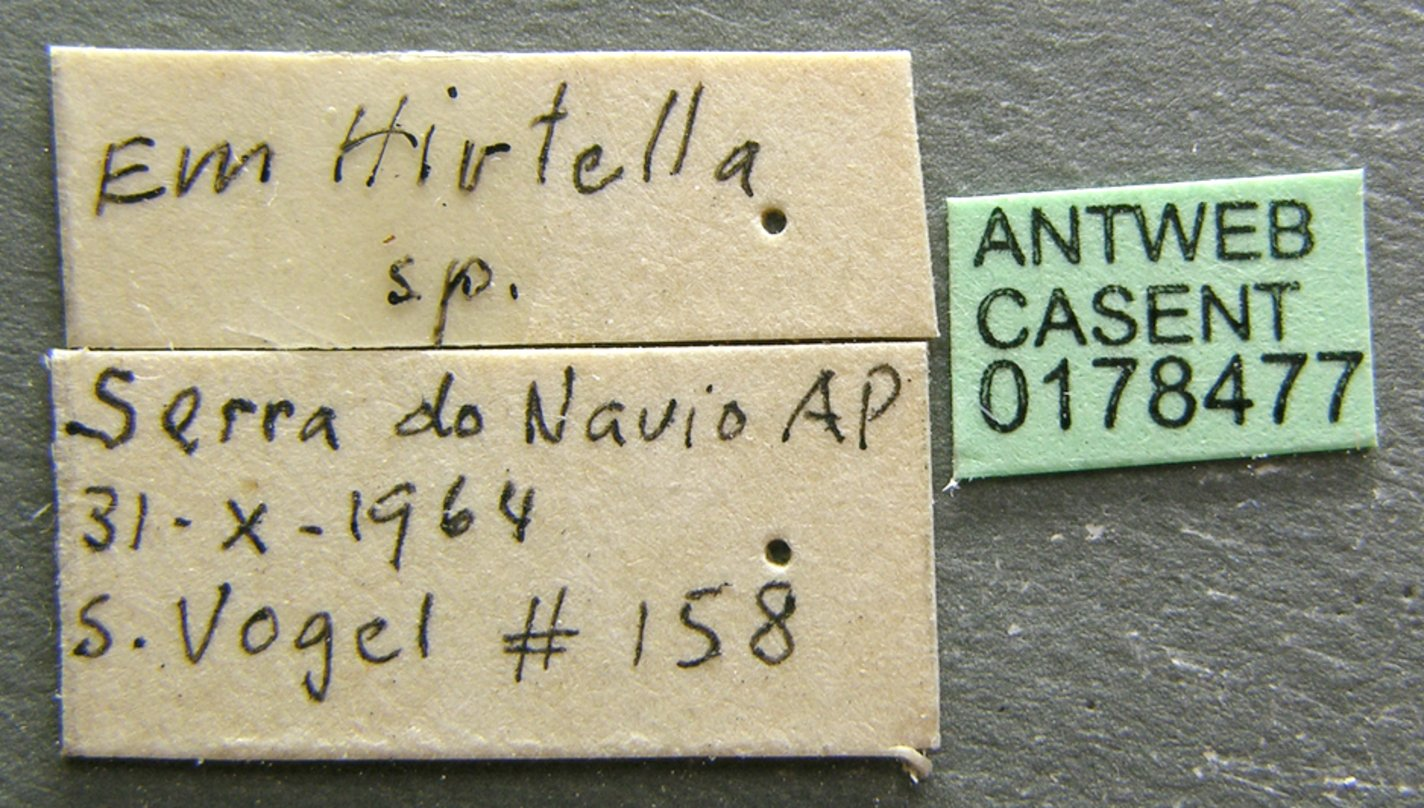